# Башкирско-русское двуязычие
Башкирско-русское двуязы́чие — широко распространённое явление среди башкир России и ряда стран СНГ. Объясняется историческим соседством башкирского и русского народов.

## История
Русский язык в РФ является официальным языком и используется как язык межнационального общения в многонациональном государстве. Башкирский язык является государственным языком в Республике Башкортостан. Во многих областях деятельности людям необходимо знание одновременно русского и башкирского языков.
В силу исторических обстоятельств, башкирско-русское двуязычие носит асимметричный характер и наблюдается в основном среди башкирского населения. Уровень знания русскоязычным населением республики башкирского языка ограничен, так как слабо подкреплён практическими навыками.
В Башкортостане наблюдается также владение тремя (русский, башкирский, татарский) и более языками. При этом башкирский язык служит дополнительным языком межнационального общения.

## Башкирско-русская интерференция
Вследствие двуязычия в речи людей, знающих башкирский и русский язык, возникает явление интерференции. Языковой интерференцией называются отклонения от норм родного языка, которые появляются в речи двуязычных носителей в результате их знакомства с несколькими языками.
Факты явлений интерференции обнаруживаются на фонологическом, грамматическом и лексическом уровнях языка. Проблемы языковой интерференции возникают при совместном обучения детей русской и башкирской национальности.
Наиболее распространенными явления интерференции возникают в словах, сходных по звучанию: ак[ы]т — акт, апт[и]ка — аптека, ба[ту]н — батон, би[ту]н — бидон, гал[уш] — галоши, гр[ зд ] — грузди, к[ н шн ] — конюшня, к[ рит ] — корыто, [малатук] — молоток и др.
Явление интереференции в предложениях: «Мин пошел. Можно мы я книгу возьму»? Он особенно чувствителен к определенного рода влияниям окружающей среды: «Ты будешь достать эту банку варенья из подпола. Я буду написать сочинение о весне».
Интерференция наблюдается также в следующих случаях:
- Вставка лишнего гласного звука между согласными в середине слова: проспе[ ыт] — проспект, ак[ы]т — акт.
- Появление лишнего гласного звука между согласными звуками для речи двуязычных носителей характерно в начале слова.
- Перенос фонетических норм башкирского языка на русский язык — замена звуков.
- Перенос нормы грамматического строя башкирского языка на русский (Мальчик учить собаку).

Устранением проблем, связанных с языковой интерференцией, занимаются в школах путём углубленного изучения языков, систематической работой над лексикой языка, литературным чтением, наблюдением над устной и письменной речью.